# Pedrosa de Valdelucio
Pedrosa de Valdelucio es la denominación que corresponde tanto a una localidad como a una entidad local menor de Valle de Valdelucio, en la comarca de Páramos, provincia de Burgos (Castilla y León, España). Su alcaldesa pedánea (2023-2027) es Marina Ortega Campo, de Impulso Rural.

## Población
En 2024 tenía 29 habitantes (INE).

## Situación
En la carretera N-627, junto a Mundilla, Corralejo y Arcellares. Dista 9 km de la capital del municipio, Quintanas. Arroyo de Mundilla, afluente del Rudrón. Al norte de la localidad se sitúa el Páramo de la Lora o de la Pata del Cid, con una altitud de 1.075 metros, frente a los 950 a los que se encuentra Pedrosa.

## Zona Turística:Páramos / Sedano y Las Loras
- "Sedano y las Loras"

Municipios: Basconcillos del Tozo, Humada, Los Altos, Rebolledo de la Torre, Sargentes de la Lora, Valle de Sedano y Valle de Valdelucio.
- Monumentos Románicos más emblemáticos:

- Iglesia de san Julian y Santa Basilisa

Ubicación: REBOLLEDO DE LA TORRE (BURGOS)
Categoría: MONUMENTO  Archivado el 2 de diciembre de 2021 en Wayback Machine.
- Iglesia de Nuestra Señora de las Nieves en Sargentes de la Lora
- Humada: Ermita de Nuestra Señora del Rosario
- Iglesia Santa María la Mayor

Ubicación: FUENTE URBEL - BASCONCILLOS DEL TOZO (BURGOS)
Categoría: EIC (Elementos de Interés Cultural de Carácter Local) 
- Iglesia de San Esteban (Moradillo de Sedano)

Ubicación: MORADILLO DE SEDANO – VALLE DE SEDANO (BURGOS)
Categoría: MONUMENTO
- Iglesia de San Esteban

Ubicación: BAÑUELOS DEL RUDRÓN – TUBILLA DEL AGUA (BURGOS)
Categoría: MONUMENTO

## Valle del Valdelucio

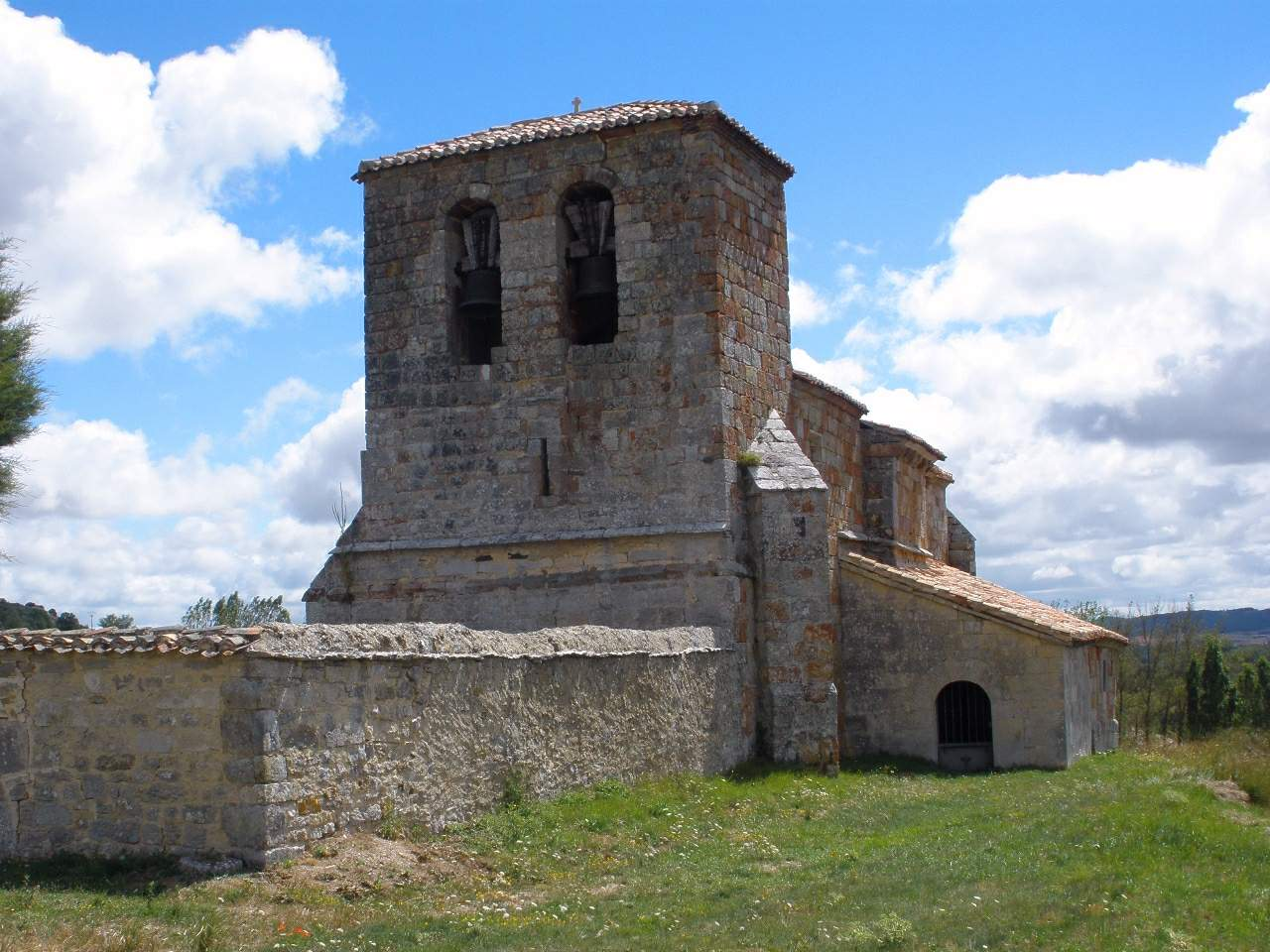
Iglesia de Santa Eulalia, en Pedrosa de Valdelucio.

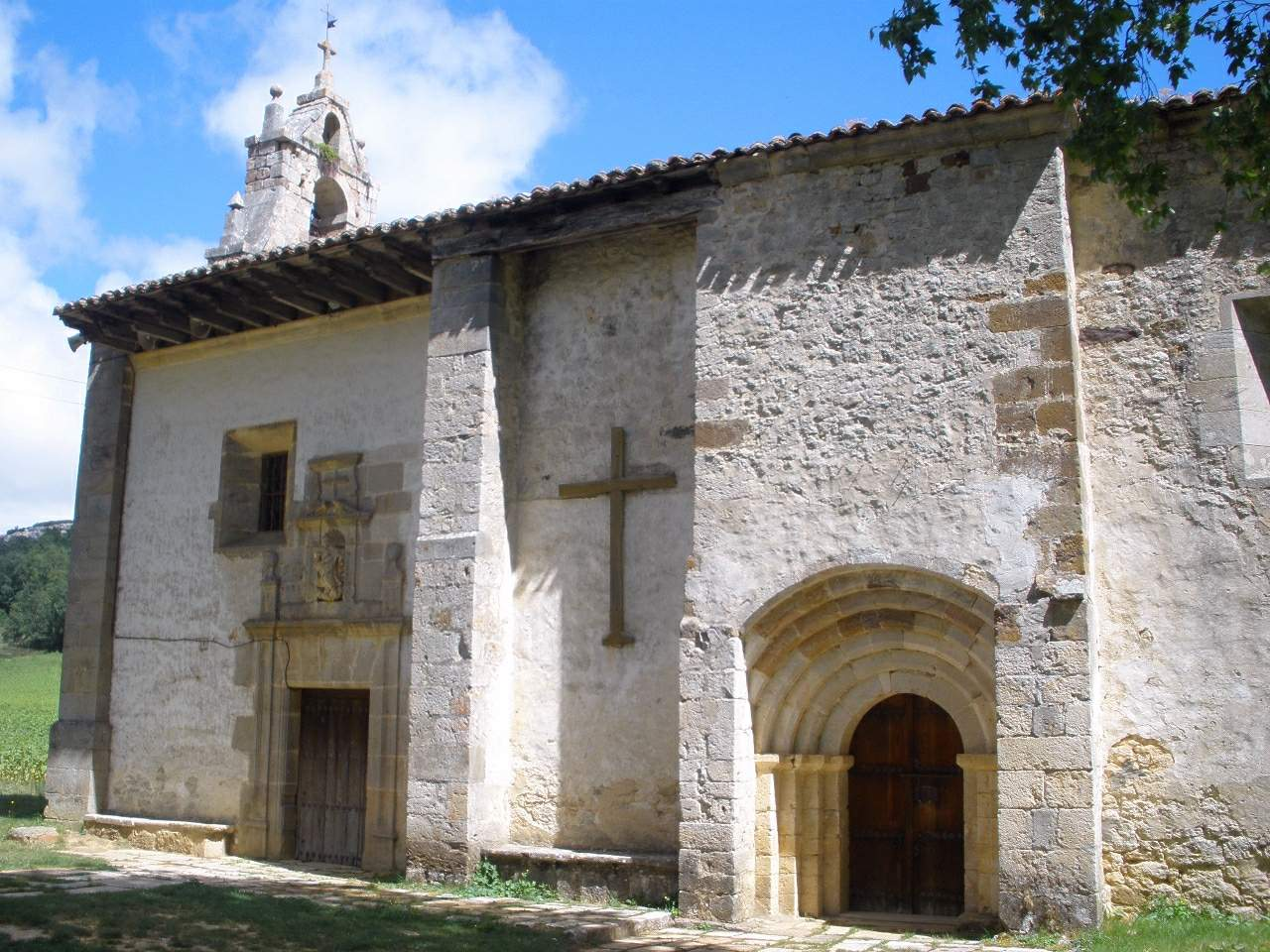
Santuario de Nuestra Señora de la Vega, en Pedrosa de Valdelucio. La romería de la Virgen de la Vega atrae anualmente a numerosos vecinos y visitantes de Valdelucio y el Tozo.

TODO el Románico 
- Pedrosa de Valdelucio: Iglesia de Santa Eulalia
- Pedrosa de Valdelucio: Ermita de Nuestra Señora de la Vega

## Historia
Lugar que formaba parte de la Cuadrilla de Valdelucio en el Partido de Villadiego, uno de los catorce que formaban la Intendencia de Burgos, durante el periodo comprendido entre 1785 y 1833, en el Censo de Floridablanca de 1787, jurisdicción de señorío siendo su titular el Duque de Frías, alcalde pedáneo.

## Edificios de interés
Destaca la casa de los Porras y la ermita de Nuestra Señora de La Vega, patrona de Valdelucio. 

## Parroquia
Románica (enlace roto disponible en Internet Archive; véase el historial, la primera versión y la última).
- Párroco: José Valdavida Lobo